# Cyperus simaoensis
Cyperus simaoensis är en halvgräsart som beskrevs av Y.Y.Qian. Cyperus simaoensis ingår i släktet papyrusar, och familjen halvgräs. Inga underarter finns listade i Catalogue of Life.